# Teleologische ethiek
De teleologische ethiek is een vorm van ethiek waarin goed gedrag ondergeschikt is aan wat voor bijvoorbeeld een mens, de mensen of de mensheid uiteindelijk wenselijk is, maar geen morele verplichtingen kent. 
Het woord kan als volgt begrepen worden: Teleologie (van het Grieks: τέλος (telos), “doel(eind)” en λογος (logos), “rede” of “leer”, dus leer van de doelen) is de filosofische term voor allerlei vormen van doel-betrokkenheid, doelmatigheid of finaliteit die we in de natuur, of meer specifiek in de levende natuur menen aan te kunnen wijzen.
Teleologie of doelenleer is daarmee (althans binnen het terrein van de ethiek) tegengesteld aan de deontologie of plichtenleer. De teleologische ethiek kent verschillende vormen, zoals Aristotelisme, hedonisme of utilisme. De logica van de teleologische ethiek wordt in detail onderzocht door Immanuel Kants Kritik der reinen Vernunft.

## Stromingen in de Teleologische Ethiek

### Presocratisme
De teleologische ethiek vindt haar oorsprong bij de presocratici. 

### Aristotelisme
Veel bekender is de deugdethiek van de Griekse klassieke filosoof Aristoteles (384 v.Chr. - 322 v.Chr.). Hij dacht dat alles met een bepaald 'doel' (Grieks: telos) tot stand is gekomen. In Aristoteles' ethiek wordt de vraag behandeld wat dit 'doel' is. Dit 'doel' kan bereikt worden middels een bepaald 'optimaal' functioneren. In combinatie met een fysieke 'perfectie' en een 'maatschappelijk goeddunken' kan volgens Aristoteles een bepaalde 'gelukzaligheid' in mensen tot stand komen. Deze 'gelukzaligheid' noemde hij 'eudaimonia'. Volgens Aristoteles is het onmogelijk voor bijvoorbeeld mismaakte mensen of maatschappelijke verstotelingen om ooit tot 'eudaimonia' te komen. Wanneer een mens niet geremd wordt door deze, niet door het individu zelf te beïnvloeden eigenschappen, is het mogelijk tot 'eudaimonia' te komen. De 'eudaimonia' kan uiteindelijk bereikt worden door ervoor te kiezen 'juist' te handelen. Dit 'juiste' handelen is volgens Aristoteles altijd de handeling die zich tussen de twee uiterste manieren van handelen in zit: mesotes (Grieks voor 'midden'). Deze keus is volgens Aristoteles gebaseerd op morele verstandigheid (phronesis). Door ervoor te kiezen zich aan deze 'regelbasis' van het handelen te houden kan het individu ervoor kiezen zich zo te gedragen dat 'het goede' in dit individu tot stand zou moeten komen en de persoon daardoor 'goed' zou zijn. De eudaimonia is daarmee een geestelijke 'houding' die men aan kan nemen en Aristoteles was hiermee de eerste die een scheiding aangaf tussen het denken en de denker, zoals in het rationalisme normaal is.

### Hedonisme
In de filosofie is het hedonisme de leer binnen de ethiek die stelt dat genot (in algemene zin) het hoogste goed is. Het woord hedonisme is afgeleid uit het Grieks. Hèdonè betekent "genot". Een belangrijke vraag binnen deze filosofie is wat het meeste genot geeft. Deze vraag wordt door verschillende stromingen verschillend behandeld. 
- Het Epicurisme bestudeert de genotsvormen kwalitatief, zodat sommige vormen van genot deugdzaam zijn (liefde, vreugde en extase) en andere vormen ondeugdzaam (geniepigheid, leedvermaak, wraakzucht, trots, verwatenheid).
- De Cyrenaïci streefden naar een doorlopend genot. In deze groep drong uiteindelijk een besef door dat een doorlopend genotsbesef onmogelijk is door ouderdom. Dit heeft geleid tot massale zelfmoorden onder de Cyrenaïci en de stroming heeft geen lang bestaan gekend.

### Utilisme of Utilitarianisme
Het Utilisme of Utilitarianimse is de stroming in de teleologische ethiek die daden beoordeelt op het algehele nut voor bijvoorbeeld een mens, alle mensen of de mensheid. Terwijl de oorsprong van het utilisme getraceerd kan worden naar Epicurus wordt het als aparte stroming toegeschreven aan Jeremy Bentham. James Mill en zijn zoon John Stuart Mill zijn andere belangrijke utilisten geweest. 
- John Stuart Mill was van mening dat het grootste 'goed' niet zozeer het grootste genot was, maar eerder het minste leed voor de meeste mensen.
- Een onderscheid in het Utilisme wat gemaakt kan worden is dat tussen het regel-utilisme en het act-utilisme.
  - Het act-utilisme is die vorm van utilisme waarbij de daad op zich beoordeeld wordt als 'goed' of niet.
  - Het regel-utilisme is die vorm van utilisme waarbij geprobeerd wordt om middels regelgeving 'goed' gedrag te bevorderen in degenen die aan deze regels moeten voldoen.

## Kritiek op de teleologie
Kritiek vanuit deontologische (plichtenleer) hoek op de teleologische ethiek neemt vaak de vorm aan van het voorbeeld van de sheriff die voor de keuze staat een gevangen misdadiger uit te leveren aan het gepeupel dat hem wil lynchen. Hij zou dan volgens de teleologische ethiek deze misdadiger de wetsbescherming moeten onthouden als de massa zo opdringerig begint te worden dat zijn wettelijke beveiliging meer doden zou kosten. Een deontologisch ethicus vindt dat dit onacceptabel is.
De teleologisch ethicus gaat in het algemeen op een van de volgende twee manieren met deze kritiek om. 
1. Op de eerste manier redt hij de teleologie maar geeft hij het vermeend teleologische standpunt op. Hij schuift aan bij de kritiek en zegt dat de sheriff inderdaad zijn plicht moet doen, en wel om dergelijke gevallen in de toekomst te voorkomen. (De mensen weten dan immers wat er zal gebeuren waardoor ze ontmoedigd worden.) Dit zou het antwoord van de klassieke teleologische ethici zijn zoals Bentham en Mill.
2. In het andere geval redt hij het standpunt maar loopt het rechtssysteem gevaar. Er wordt wat van de systematiek van regels en afspraken (en daarmee van het bestaansrecht van regels en afspraken, dus van het morele systeem) afgeknabbeld. De teleologische ethicus zou kunnen redeneren dat de omstandigheden het noodzakelijk kunnen maken om op morele gronden soms af te wijken van de eisen die het recht aan zijn functie stelt. In dit geval bestaat de rechtvaardigingsgrond dan uit de keuze voor het kleinste kwaad (vooropgesteld dat het een eenmalig geval is dat geen repercussies heeft voor de toekomst en de rechtsorde, als men dat niet voorop stelt dan is de rechtsorde zelf aangetast). Dergelijke opvattingen werden in de twintigste eeuw verdedigd door mensen als F.C. Sharp en J.J.C. Smart.